# Jarkko Kinnunen
Jarkko Juhani Kinnunen (Jalasjärvi, 19 de janeiro de 1984) é um atleta finlandês especialista na marcha atlética.
Participou dos Jogos Olímpicos de Verão de 2008, em Pequim, onde finalizou na 15º colocação com tempo de 3:52:25.